# تيتان1
إس إم 68 إيه/إتش جي إم 25 إيه تيتان 1 كان أول صاروخ أمريكي باليستي متعدد المراحل عابر للقارات من إنتاج شركة مارتن ماريتا، وبقي قيد الخدمة بين عامي 1959 و1962. على الرغم من بقاء صواريخ تيتان من طراز إس إم 68 إيه قيد الخدمة لثلاث سنوات فقط، إلا أنها أنتجت عديدًا من النماذج التي تلتها كانت جزءًا من ترسانة الولايات المتحدة وقدرة الإطلاق الفضائية. كانت تيتان 1 فريدة من نوعها بين نماذج صواريخ تيتان نظرًا لاستخدامها الأكسجين السائل والكيروسين المكرر وقودًا للدفع. في حين استخدمت جميع النماذج التي تلتها وقود دفع قابل للتخزين عوضًا عن ذلك. صممت صواريخ تيتان في الأصل كنسخة احتياطية في حال حدوث مشاكل في تطوير نظام أطلس إس إم 65 التابع للقوات الجوية. في نهاية المطاف، دخل صاروخ تيتان حيز الخدمة بواسطة أطلس. سرت عملية نشر الصواريخ قدمًا لزيادة عدد الصواريخ في حالة التأهب بسرعة أكبر، نظرًا لقدرة منشأة إطلاق صواريخ تيتان على التحمل أكثر من أطلس. دخلت صواريخ تيتان 2 من طراز إل جي إم 25 سي الخدمة في إستراتيجية الولايات المتحدة النووية وبقيت في الخدمة حتى عام 1987، وامتلكت سعة ونطاق أوسع إضافةً إلى دافعات مختلفة.

## تاريخ
بحلول شهر يناير من العام 1955، نقُص حجم الأسلحة النووية بشكل كبير، سامحًا بإمكانية بناء قنبلة يمكن حملها على متن صاروخ بحجم معقول. بدأ برنامج تيتان 1 بناءً على توصيات اللجنة الاستشارية العلمية. قدمت اللجنة إلى القوات الجوية الأمريكية النتائج التي توصلت إليها بشأن الجدوى التقنية لتطوير الأسلحة (القنابل) ومنظومات إطلاقها (الصواريخ الباليستية العابرة للقارات) التي كانت حصينة بشكل كامل لأي هجوم «مفاجئ».
سمح تخفيض حجم الرؤوس الحربية النووية بتغطية كاملة لمساحات واسعة من الأراضي السوفيتية الصينية، كما تحسنت قدرات توجيه الصواريخ. كانت صواريخ تيتان 1 مستقلة بشكل كامل في الطيران الموجه من إطلاق الصاروخ إلى الإطلاق الباليستي للرأس الحربي، والذي سيحطّ على هدفه عبر مزيج من الجاذبية ومقاومة الهواء فقط. في شهر مايو/أيار من العام 1955، دعت قيادة العتاد الجوي المقاولين إلى تقديم مقترحات ومناقصات بشأن المرحلة الثانية من صاروخ تيتان 1 الباليستي العابر للقارات، ليبدًا البرنامج بشكل رسمي. في شهر سبتمبر من العام 1955، أُعلن بأن مارتن هو متعهد صاروخ تيتان. في بداية شهر أكتوبر، صدرت الأوامر إلى شعبة التطوير الغربي للقوات الجوية ببدء العمل. وضع تيتان بالتوازي مع صاروخ أطلس من طراز (إس إم 65/إتش جي إم 16) الباليستي العابر للقارات، ليكون بمثابة سلاح احتياطي ذو قدرات أكبر وحافزًا لمتعهد أطلس للعمل بجدٍ أكثر. اختير مارتن متعهدًا لتنظيمه المقترح، وطريقة إشعال محرك سائل على ارتفاع عالٍ. صُنف تيتان 1 في البداية طائرةً قاذفة للقنابل، إلا أنه تحول فيما بعد إلى إس إم 68، وفي النهاية إلى إتش جي إم 25 إيه في عام 1962.

### إدارة البرنامج
أديرت برامج الصواريخ الاستراتيجية السابقة التابعة للقوات الجوية باستخدام مفهوم «المقاول الرئيسي الواحد» (أطلق عليه لاحقًا اسم مفهوم نظام الأسلحة). نتج عن ذلك ثلاثة برامج سيئة؛ برامج صواريخ سنارك، ونافاهو، وراسكال التي استمرت لخمسة أعوام وكلّفت ما يزيد عن 300% أو أكثر. في المقابل، كُلفت لجنة تيابوت بتقييم الاحتياجات من الصواريخ الباليستية وأساليب التعجيل بتطويرها. نتيجة للتوصيات اللاحقة، أنشأت القوات الجوية للولايات المتحدة شعبة التطوير الغربي وكُلف اللواء برنارد شريفر بقيادتها. ابتكر شريفر منظومة جديدة كليّا لإدارة البرنامج. عملت القوات الجوية كمقاول رئيسي» وتم التعاقد مع شركة رامو ووريدج لتقديم هندسة نظم وتوجيه فني لجميع الصواريخ الباليستية. كان متعهد هيكل الطائرة يقوم بتجميع النظم الفرعية التي يوفرها متعهدو القوات الجوية الآخرون. في ذلك الوقت، أثارت تلك المنظمة الجديدة كثيرًا من الجدل.
مثّل صاروخ تيتان 1 تطورًا تكنولوجيًا مقارنة ببرنامج أطلس الصاروخي، إلا أنه شارك أطلس في العديد من مشاكلة. لم يُمكن تخزين مؤكسد الأكسجين لفترات طويلة من الزمن، مما يزيد من وقت الاستجابة، إذ كان يتعين على الصاروخ إخراجه من صومعته وملؤه بعامل الأكسدة (عنصر وقودي مؤكسِد) قبل إطلاقه. كانت التحسينات الرئيسية التي أُدخلت على تيتان 1 متفوقة على أول صاروخ من طراز أطلس هي تخزينه رأسيًا في صومعة موجودة بالكامل تحت الأرض، إضافة إلى نظام توجيه عطالي مُحسّن داخلي بالكامل. جُهزت نماذج أطلس اللاحقة بنظام توجيه تيتان 1.
دخل صاروخ تيتان 1 حيز الخدمة مزوّدًا بنظام التوجيه الراديوي بالقصور الذاتي الذي قدمته «مختبرات بيل».

### مشاكل الميزانية
صاروخ تيتان، المقترح كبديل في حال فشل منظومة أطلس، وافق عليه البعض في ديسمبر عام 1956 على أنه «عنصر أساسي في قوة الصواريخ الباليستية الوطنية». في الوقت ذاته، دفع الآخرون لوقف برنامج تيتان منذ البداية بحجة أنه زائد عن الحاجة. كان الرأي المقابل أن برنامج تيتان قدم أداء وقدرات نمو أكبر من أطلس كمركبة إطلاق فضائية وصواريخ، كان برنامج تيتان تحت ضغوط مستمرة في الميزانية. في صيف عام 1957، دفعت التخفيضات في الميزانية وزير الدفاع ويلسون إلى خفض معدل إنتاج صواريخ تيتان من 7 إلى 2 في الشهر، وهو ما ترك تيتان كبرنامج للبحث والتطوير فقط. إلا أن أزمة سبوتنيك التي بدأت في 5 أكتوبر من عام 1957، أنهت أي حديث عن إلغاء تيتان. عادت الأولوية له، وشهد عام 1985 زيادة في التمويل لمنظومة تيتان.

### اختبار الطيران
تألف برنامج تيتان 1 للطيران سلسلة من المرحلة الأولى فقط من السلسلة الأولى، والسلسلة الثانية الملغاة، والسلسلة الثالثة مع الصاروخ كاملًا.
بني ما مجموعه 62 صاروخًا من صواريخ اختبار الطيران بأعداد مختلفة. حصل أول إطلاق ناجح في الخامس من فبراير عام 1956 مع صاروخ تيتان 1 من طراز إيه 3، وكان آخر اختبار طيران في 29 يناير عام 1962 مع صاروخ تيتان 1 من طراز إم 7. من بين الصواريخ التي صُنّعت، أُطلق 49 صاروخًا وانفجر اثنان: ستة من طراز إيه (أطلق منها أربعة)، وسبعة من طراز بي (أطلق منها اثنان)، وستة من طراز سي (أطلق منها خمسة) وعشرة من طراز جي (أطلق منها سبعة)، و22 من طراز جيه (أطلق منها 22)، وأربعة من طراز في (أطلق منها أربعة)، وسبعة من طراز إم (أطلق منها سبعة). اختُبرت الصواريخ وأطلقت من قاعدة كيب كانافيرال للقوات الجوية من مجمعات الإطلاق: إل سي 15، وإل سي 16، وإل سي 19، وإل سي 20.
جرت جميع عمليات إطلاق القذائف الأربع من طراز إيه التي مرت بمراحل ثانية وهمية في عام 1959 ونُفذت في كل من 6 فبراير، و25 فبراير، و3 أبريل، و4 مايو. أحرز نظام التوجيه وفصل المراحل أداءً جيدًا، وكانت مقاومة دينامية هوائية أقل من المتوقع. كان تيتان 1 أول برنامج يحظى بنجاح صاروخي من المحاولة الأولى، الأمر الذي جعل طواقم الإطلاق غير مستعدة لسلسلة الإخفاقات التي تلت.